# フッ化コバルト(II)
フッ化コバルト(II)（フッかコバルト に、cobalt(II) fluoride）は、桃色の結晶性固体で、金属生産のような酸素に敏感な場で使われる。水には難溶である。

## 製法
無水物
無水塩化コバルト(II)をフッ化水素気流中で300℃で加熱すると得られる。
{\displaystyle {\ce {CoCl2\ + 2 HF -> CoF2\ + 2 HCl}}}
水和物
水酸化コバルト(II)または炭酸コバルト(II)を過剰のフッ化水素酸に溶解し、濃縮すると温度などの条件により、二水和物、三水和物あるいは四水和物が析出する。
{\displaystyle {\ce {Co(OH)2\ + 2 HF -> CoF2\ + 2 H2O}}}
{\displaystyle {\ce {CoCO3\ + 2 HF -> CoF2\ + CO2\ + H2O}}}

## 性質
無水物はバラ色の結晶で、正方晶系のルチル型構造をとり、格子定数はa = 4.695Å、c = 3.193Åである。Co−F結合距離は2.06Åである。
各種水和物もバラ色の結晶で、二水和物は単斜晶系、四水和物は2種の多形が知られ、α型は斜方晶系、β型はフッ化ニッケル(II)と同型である。